# Patente di guida italiana
La patente di guida italiana è un'autorizzazione amministrativa della Repubblica Italiana necessaria per la conduzione su strade pubbliche di veicoli a motore, che viene rilasciata dopo che siano stati accertati i requisiti psicofisici e attitudinali della persona. Attualmente la patente di guida italiana è rilasciata nel formato "patente di guida europea", adottato dai paesi dell'Unione europea allo scopo di rendere omogenee le informazioni contenute nel documento.
Per poter guidare in paesi stranieri, a volte viene richiesta l'esibizione della patente di guida "nazionale" (rilasciata cioè dal paese di residenza) congiuntamente a una traduzione ufficiale denominata "permesso internazionale di guida".
Chi guida un veicolo a motore è obbligato a tenere con sé la patente di guida della categoria corrispondente. In caso di dimenticanza, la legge italiana non prevede la possibilità di evitare le sanzioni, nemmeno mostrando la patente in un momento successivo ai controlli della polizia stradale. Non è neanche possibile fornire un altro documento di identità valido e il numero della patente di guida (ovvero la carta di circolazione del veicolo se il conducente ne è anche il proprietario), per una verifica via wireless in tempo reale con la banca dati della motorizzazione civile.
La ratio di questa legge è evitare che soggetti incorsi in sanzioni del tipo: sospensioni della patente, revisione o revoca della stessa possano continuare a circolare sfruttando il fatto che la comunicazione tra Ministero delle Infrastrutture e dei Trasporti e Ministero dell’Interno spesso non sono tempestive.

## Storia
Il primo codice della strada italiano fu stilato sulla falsariga del "Regolamento per la circolazione delle vetture automobili", promulgato dal Comune di Milano nel 1898, al cui articolo 18 già si prevedeva il rilascio di una patente di guida ante litteram, definita "concessione" e rilasciata da apposita commissione comunale dopo le opportune verifiche del richiedente, circa le sue capacità psicofisiche e tecniche di gestione del veicolo.
È solamente nel 1901 che in Italia viene promulgato il primo regolamento nazionale, composto da 51 articoli, che fa riferimento alla patente di guida, e recita: "Gli automobilisti che devono circolare sulle strade ordinarie saranno sottoposti alle opportune prove" e aggiunge "Chi intenda condurre un'automobile deve essere munito di apposita licenza rilasciata dalla prefettura dopo una prova, sotto controllo del genio civile, consistente in corse di esperimento e in manovre degli apparecchi". Tali disposti sono contenuti nel Regio decreto 28 luglio 1901, n. 416, che prevedeva anche il rilascio di un "libretto" ove annotate le eventuali contravvenzioni.
Il primo italiano del quale si abbia notizia di rilascio della licenza di guida, nel 1901, fu il torinese Bartolomeo Tonietto, detto Alberto, celebre chauffeur di casa Savoia. La prima donna italiana fu la siciliana Francesca Mancusio di Caronia, seppur prima di lei vi erano state diverse donne che avevano conseguito una “licenza per la conduzione di veicoli”.
Dal 4 dicembre 2024 è possibile scaricare patente di guida, tessera sanitaria e Carta europea della disabilità direttamente sul proprio smartphone con la funzionalità "Documenti su IO" del portafoglio digitale IT Wallet.

## Modelli
Dal 1959, anno di entrata in vigore del nuovo codice della strada, in Italia sono stati stampati 10 modelli di patenti. I modelli stampati negli anni precedenti rimanevano ancora validi per essere poi gradualmente sostituti con i nuovi. Tutte le patenti, indipendentemente dal loro formato, sono documenti considerati equipollenti alla carta d'identità e quindi validi al fine dell'identificazione personale, in base al Decreto del presidente della Repubblica 28 dicembre 2000, n. 445.

### Scaduti
La sostituzione di tutti i modelli precedenti è partita il 19 gennaio 2013 ed è avvenuta gradualmente nell'arco dei dieci anni successivi con il modello MC 720/P, che è l'unico attualmente valido secondo la direttiva 2006/126/CE e l'unico emesso in occasione di ogni rinnovo del documento. 
| Modello    | Periodo                        | Dettagli | Immagine |
| ---------- | ------------------------------ | --- | -------- |
| MC 701     | 1959 – 1974                    | Stampata su un supporto cartaceo-telato, di forma a "libretto" con sei pagine: la prima contiene il frontespizio, la seconda i dati del conducente e la foto, la terza la categoria della patente, la quarta i cambiamenti di residenza, la quinta gli spazi per le marche da bollo e la sesta i provvedimenti sulla patente. Modello rilasciato dal Prefetto, prevedeva sei tipi di patente e le diciture relative al conducente erano prevalentemente scritte a mano. |          |
| MC 701/MEC | 1974 – 1989                    | Modello nato a seguito della abolizione delle Patenti a uso pubblico o privato. Ne esistono tre versioni differenti e quasi tutti sono stati redatti con stampanti meccanizzate. Il supporto rimane sempre quello cartaceo-telato ed è composta sempre da sei pagine la cui disposizione rimane la stessa rispetto al modello precedente. Modello rilasciato dal Prefetto. |          |
| MC 701/N   | 1989 – 1990                    | Abolita la patente di categoria F. Rispetta la conformazione prevista dalle direttive comunitarie. Rimane comunque molto simile alle precedenti, sempre stampata su supporto cartaceo-telato. Sulla prima pagina compaiono la traduzione del termine "patente di guida" in tutte le lingue della comunità europea. Modello rilasciato dal Prefetto. |          |
| MC 701/C   | 1990 – 1995                    | In sostanza identico al precedente, sempre stampato su supporto cartaceo-telato rosa, con la differenza dal modello MC 701/N di avere la pagina 5 invertita con la pagina 6. sulla prima pagina scompare la dicitura del ministero, rimane solo la scritta "Repubblica Italiana". Modello rilasciato dal Prefetto. |          |
| MC 701/D   | giugno 1995 – settembre 1995   | Prima patente italiana prodotta con carta filigranata e contenente alcuni requisiti di sicurezza. Ultimo modello rilasciato dal Prefetto. |          |
| MC 701/E   | ottobre 1995 – giugno 1996     | Rispetto al modello precedente sono stati aggiunti altri requisiti di sicurezza. È la prima patente ad avere sulla prima pagina la stampa del circolo di stelle simbolo della comunità europea. Primo modello rilasciato dalla Motorizzazione civile. |          |
| MC 701/F   | luglio 1996 – giugno 1997      | Patente nata a seguito della nuova disciplina sulle patenti della comunità europea. Modello rilasciato dalla Motorizzazione civile. |          |
| MC 701/F   | luglio 1996 – ottobre 1999     | Patente identica all'altra con l'unica differenza nell'impaginazione delle ultime due pagine. Modello rilasciato dalla Motorizzazione civile. |          |
| MC 720/F   | ottobre 1999 – 18 gennaio 2013 | Di formato tessera tipo carta di credito, modello adottato da tutti i Paesi membri della comunità europea. Ha 2 facce: la prima contiene il simbolo dello Stato inserito nella bandiera europea e vi sono impressi la foto (a colori), i dati del titolare, il numero, il periodo di validità, l'indirizzo di residenza e la categoria della patente. Sulla seconda faccia è specificata la categoria per cui è valida la patente ed è presente lo spazio per eventuali cambi di residenza. In questo modello di patente inizialmente le date di validità venivano riportate a mano sullo spazio apposito (spazio 4a e spazio 4b). Da ottobre 2000 la zona non plastificata è stata ridotta unicamente allo spazio per la firma del titolare. Modello rilasciato dalla Motorizzazione civile. |          |

### Corrente

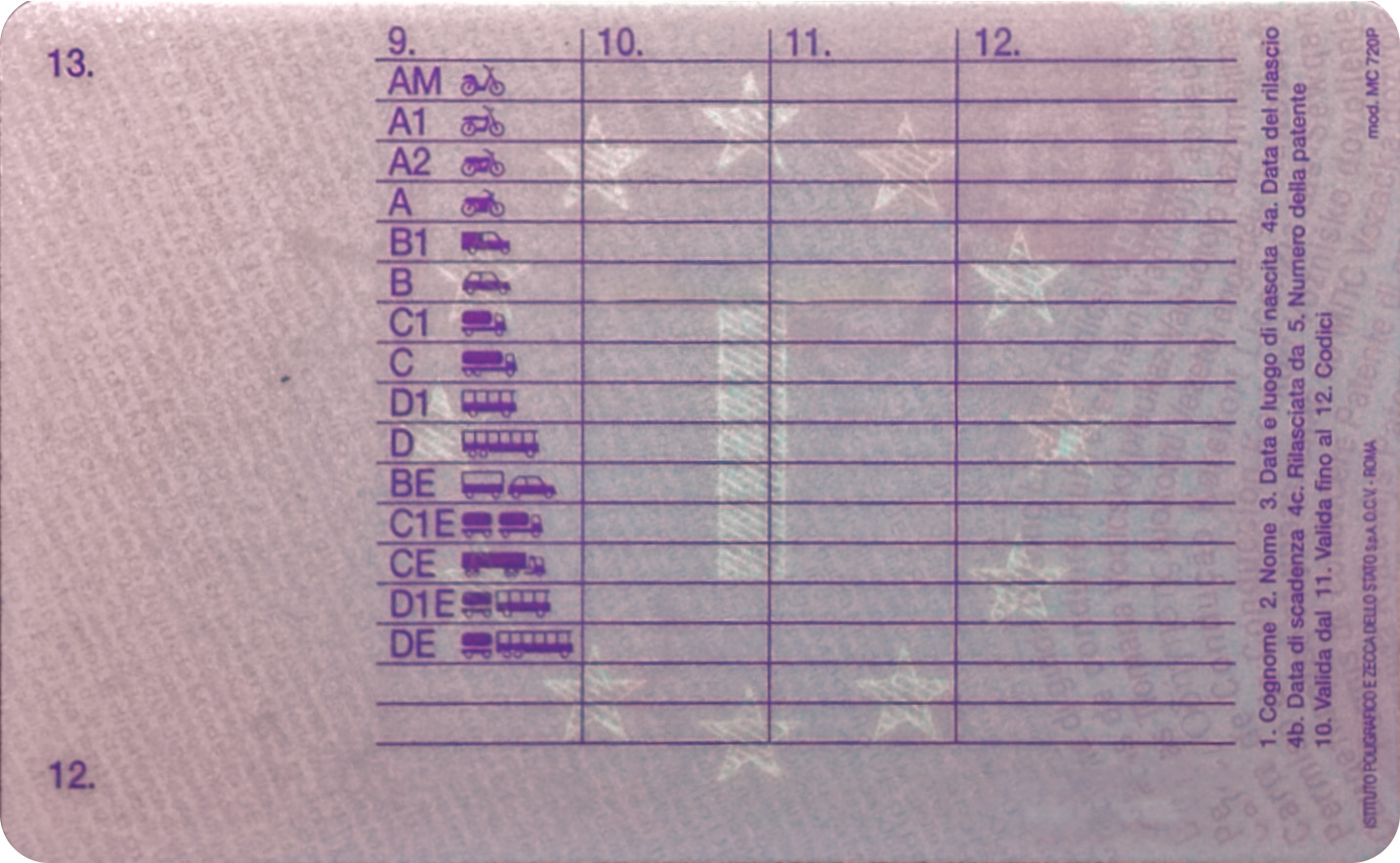
Retro di una patente europea (mod. MC 720/P, versione italiana) sotto luce ultravioletta. È visibile l'inchiostro fluorescente.

La versione corrente del modello di patente è il modello MC 720/P (MC 720/PBZ nella provincia autonoma di Bolzano) e viene distribuita a partire dal 19 gennaio 2013. Da tale data vi è l'obbligo per tutti i paesi dell'Unione europea di emettere la patente di guida europea. Sempre in formato tessera di plastica, è simile al modello precedente dal quale differisce grazie all'introduzione di alcune importanti novità riguardanti:
- il materiale di produzione, che dal PVC passa al policarbonato;
- l'aggiunta di nuovi dispositivi di sicurezza contro la contraffazione;
- l'eliminazione della voce relativa alla residenza del titolare;
- la fotografia del titolare (in formato digitale) deve essere rigorosamente in bianco e nero (caratteristica esplicitamente prevista dalla normativa in vigore[10], identificata come tecnologia laser engraving[11]);
- la sostituzione del documento a ogni rinnovo e l'allineamento "di ufficio"[12] del giorno/mese di scadenza a quello di nascita del titolare[13];
- la conseguente eliminazione dei tagliandini adesivi da applicare al cambio di residenza e al rinnovo del documento;
- la firma del titolare, che viene acquisita in formato digitale e incisa a laser[14];
- l'introduzione di nuove categorie;
- l'introduzione di uno spazio dedicato alle eventuali annotazioni di ciascun paese.

Rilasciato dalla motorizzazione civile, questo modello di patente è prodotto dall'Istituto Poligrafico e Zecca dello Stato ed è realizzato con stampa litografica a sei colori in bianca e tre colori in volta, di cui uno invisibile, fluorescente sotto la lampada di Wood.
La direttiva 91/439/CEE e l'allegato III stabiliscono le regole e i requisiti minimi per il conseguimento della patente di guida per gli stati membri e suddivide le categorie delle patenti in due grandi gruppi: Gruppo 1 (A e B) e Gruppo 2 (C e D) stabilendo anche a seconda del gruppo la periodicità degli esami con la direttiva 2006/126/CE che ha abrogato la precedente direttiva 91/439/CEE.
Dall'agosto 2009 l'Unione europea ha rivisto nuovamente la direttiva 2006/126/CE adeguando e abbassando ulteriormente i requisiti psicofisici in riferimento alla classificazione delle minorazioni visive dell'Organizzazione mondiale della sanità, considerato che: "Dato che l'esistenza di requisiti difformi da uno Stato membro all'altro può incidere sul principio della libera circolazione, nella risoluzione del 26 giugno 2000 il Consiglio ha domandato specificamente una revisione delle norme mediche per le patenti di guida" e al principio di pari opportunità per le persone con disabilità: un piano d'azione europeo (2004-2010), con le nuove direttive 2009/112/CE e 2009/113/CE.
Con il Decreto legislativo 18 aprile 2011, n. 59 si sono recepite le direttive 2006/126/CE e 2009/113/CE concernente la patente di guida. Le disposizioni ivi contenute sono applicate dal 19 gennaio 2013 con l'eccezione di quelle degli articoli 9, comma 2, 22, comma 1, e 23, nonché dell'allegato III, con riferimento alle patenti per le categorie A, A1, B, BE, C, CE, D, DE, KA e KB che sono entrate in vigore il 15 maggio 2011.
Una delle novità è che per la patente B viene rivisto il limite di massa massima autorizzata di 3,5 t, portandolo a 4,25 t (3,5 t veicolo trainante e 750 kg rimorchio trainato). Questo richiede un superamento di una prova di capacità e comportamento su veicolo specifico a chi ne fa richiesta. 
La direttiva 2012/36/UE apporta rilevanti modifiche alla 2006/126/UE, fra le quali i requisiti dei veicoli per gli esami di guida e la possibilità (per chi ha già una patente B, C o D) di guidare veicoli con cambio manuale anche se si è sostenuto un esame di pratica con veicolo a cambio automatico (5.1.3).

Dall'approvazione il 19 novembre 2012 non è stata recepita nell'ordinamento italiano e di molti Stati membri, resta comunque invariata la data di entrata in vigore il 19 gennaio 2013.
Resta comunque in vigore un recepimento più restrittivo dell'allegato III per quel che concerne i requisiti visivi a scapito soprattutto dei soggetti affetti da disabilità visive tra cui coloro che hanno una visione monoculare e per i soggetti con lievi imperfezioni del campo visivo.

### Codici armonizzati
In basso a sinistra della seconda faccia della patente di guida europea sono inserite le cifre del cosiddetto "codice armonizzato" (identico per tutta l'Europa), la cui lettura consente di avere precise informazioni relative a restrizioni, estensioni, limitazioni, obblighi particolari, adattamenti dei veicoli, abilitazioni del titolare della patente di guida. Esse vengono inserite con dei codici (spesso integrati e completati da sub-codici), che sono:
CONDUCENTE (motivi medici) 
- 01: correzione della vista e/o protezione degli occhi (obbligo lenti);
- 02: apparecchi acustici/aiuto alla comunicazione;
- 03: protesi/ortesi per gli arti;

MODIFICHE DEL VEICOLO
- 10: cambio di velocità modificato;
- 15: frizione modificata;
- 20: dispositivi di frenatura modificati;
- 25: dispositivo di accelerazione modificato;
- 31: adattamenti e protezioni dei pedali;
- 32: sistemi combinati di freno di servizio e di acceleratore;
- 33: sistemi combinati di freno di servizio, acceleratore e sterzo;
- 35: disposizione dei comandi modificata;
- 40: sterzo modificato;
- 42: dispositivi di visione laterale/posteriore modificati;
- 43: posizione del sedile del conducente;
- 44: modifiche ai motocicli (il codice deve essere indicato in dettaglio);
- 45: solo per motocicli con side-car;
- 46: solo per tricicli;
- 47: limitata a veicoli di più di due ruote in cui non è necessario l'equilibrio del conducente per l'avviamento, l'arresto e lo stazionamento;
- 50: limitata ad uno specifico veicolo/numero di telaio;

CODICI RELATIVI A LIMITAZIONI DELL'USO
- 61: guida in orario diurno;
- 62: guida entro un raggio di ... km dal luogo di residenza del titolare o solo nell'ambito della città/regione;
- 63: guida senza passeggeri;
- 64: velocità di guida limitata a ... km/h;
- 65: guida autorizzata solo se accompagnato da titolare di una patente di categoria almeno equivalente;
- 66: guida senza rimorchio;
- 67: guida non autorizzata in autostrada;
- 68: niente alcool;
- 69: limitata alla guida di veicoli dotati di un dispositivo di tipo alcolock conformemente alla norma EN 50436;

QUESTIONI AMMINISTRATIVE
- 70: conversione della patente n. ... rilasciata da... (simbolo UE/ONU in caso di Paese terzo, ad esempio "70.0123456789.NL");
- 71: duplicati della patente n. ... (simbolo UE/ONU in caso di Paese terzo, ad esempio "71.987654321.HR");
- 73: limitata ai veicoli della categoria B del tipo veicoli a motore a quattro ruote (B1);

- 78: limitata a veicoli con cambio automatico;
- 79: limitata a veicoli conformi a quanto specificato fra parentesi, in applicazione dell'articolo 13 della presente direttiva;
- 80: limitata a titolari di patente di guida per veicoli di categoria A del tipo triciclo a motore di età inferiore a 24 anni;
- 81: limitata a titolari di patente di guida per veicoli di categoria A del tipo motociclo a due ruote di età inferiore a 21 anni;
- 95: conducente titolare di CQC;
- 96: autorizzazione alla guida di complessi di veicoli composti da motrice di categoria B con massa complessiva di motrice + rimorchio superiore a 3500 kg e non superiore a 4250 kg;
- 97: non autorizzata per la guida di un veicolo di categoria C1 che rientra nel campo di applicazione del regolamento (CEE) n. 3821/85.

Oltre ai codici armonizzati (identici per tutta l'Europa) viene previsto anche l'uso di codici nazionali contraddistinti dal numero 100 e superiori, validi unicamente per la circolazione sul territorio dello Stato membro che ha rilasciato la patente.
Alcuni costruttori permettono il depotenziamento ed eventualmente il ripristino della potenza piena dei loro mezzi per poter essere usati anche da chi è soggetto a restrizioni di potenza, rilasciando un nulla osta, una dichiarazione delle nuove specifiche e la dichiarazione dell'esecuzione dell'elaborazione, come concesso dal codice della strada.

## Categorie
Quanto segue vale solo per le patenti di guida conseguite nei paesi dell'Unione europea e più specificatamente in Italia. Altrove valgono regolamenti differenti, anche se le patenti di guida di molti paesi sono convertibili in patenti di guida europee previa la revoca della patente di guida precedente. Con la patente di guida italiana si può circolare liberamente in tutta l'Unione europea senza certificati aggiuntivi specifici e le patenti di guida di tutti gli Stati comunitari sono conformi e ammesse in Italia. Per i conducenti muniti di patente di guida non comunitaria, se questa non è conforme al modello ufficiale stabilito dalla convenzione di Vienna, è necessario che essa sia accompagnata da una traduzione ufficiale in lingua italiana. I cittadini extracomunitari, con patente di guida estera non conforme, hanno l'obbligo di conseguire la patente di guida italiana se risiedono in Italia da più di 1 anno.
La disciplina sulle patenti di guida è contenuta nel Decreto legislativo 30 aprile 1992, n. 285, articolo 116 (Nuovo codice della strada). L'attuale normativa ha avuto l'ultima modifica con il decreto ministeriale del 29/03/1999, con il quale l'Italia si allinea alla direttiva comunitaria n° 91/439/CEE. Con il decreto del 1999 sono state abolite le sottocategorie di patente B1, C1 e D1; inoltre a partire dal 1º luglio 1999 sono rilasciate dalla motorizzazione civile, mentre in precedenza la competenza era della prefettura.
| Categoria   | Categoria | Veicoli | Età minima | Categoria richiesta | Categorie incluse | Rimorchi |
| ----------- | --------- | --- | --- | ------------------- | ----------------- | --- |
| Ciclomotori |           | | |                     |                   | |
| AM          |           | - Ciclomotori con velocità massima ≤ 45 km/h, cilindrata ≤ 50 cm³ - tricicli con velocità massima ≤ 45 km/h, cilindrata ≤ 50 cm³ - quadricicli leggeri con velocità massima ≤ 45 km/h, cilindrata ≤ 50 cm³                                                 | 14 anni | —                   | —                 | — |
| Motocicli   |           | | |                     |                   | |
| A1          |           | - Motocicli con cilindrata ≤ 125 cm³, potenza ≤ 11 kW e rapporto potenza/massa ≤ 0,1 kW/kg; - tricicli con potenza ≤ 15 kW; - macchine agricole con limiti di massa e sagoma non superiori a quelli dei motoveicoli.                                       | 16 anni | —                   | AM                | — |
| A2          |           | Motocicli con potenza ≤ 35 kW, rapporto potenza/peso ≤ 0,2 kW/kg e che non derivino da una versione erogante più del doppio della potenza indicata prima.                                                                                                  | 18 anni | —                   | - AM - A1         | — |
| A           |           | Motocicli. | - 20 anni, per chi è già in possesso di patente di categoria A2 da almeno 2 anni; - 21 anni, per condurre soli tricicli di potenza superiore a 15 kW; - 24 anni, in tutti gli altri casi. | —                   | - AM - A1 - A2    | — |
| Quadricicli |           | | |                     |                   | |
| B1          |           | Quadricicli pesanti con potenza ≤ 15 kW. | 16 anni | —                   | AM                | — |
| B           |           | - Autoveicoli, autocarri e autocaravan non eccezionali con massa ≤ 3,5 t e posti ≤ 8; - Quadricicli leggeri e pesanti; - macchine agricole, comprese quelle eccezionali; - macchine operatrici non eccezionali; - In Italia: motocicli leggeri e tricicli. | 18 anni | —                   | - AM - A1 - B1    | - Leggeri, purché massa del rimorchio non superi la massa della motrice; - Pesanti, purché con complesso veicolare ≤ 3,5 t; - Per complessi veicolari > 3,5 t è necessaria la patente B con codice armonizzato 96. |
| BE          |           | Complessi di veicoli composti da una motrice di categoria B e da un rimorchio/semirimorchio. | 18 anni | B                   | - AM - A1 - B1    | Pesanti, ma ≤ 3,5 t. |
| Autocarri   |           | | |                     |                   | |
| C1          |           | Autocarri per il trasporto di merci con massa > 3,5 t ma ≤ 7,5 t. | 18 anni | B                   | —                 | Leggeri |
| C1E         |           | Complessi di veicoli composti da una motrice di categoria C1 e da un rimorchio/semirimorchio. | 18 anni | C1                  | —                 | Pesanti, ma con complesso veicolare≤ 12 t. |
| C           |           | Autocarri per il trasporto di merci e macchine agricole, operatrici e a uso specifico, anche eccezionali. | 21 anni | B                   | C1                | Leggeri |
| CE          |           | Complessi di veicoli composti da una motrice di categoria C e da un rimorchio/semirimorchio. | 21 anni | C                   | C1E               | Pesanti |
| Autobus     |           | | |                     |                   | |
| D1          |           | Autobus per il trasporto di persone con posti ≤ 16 e lunghezza ≤ 8 m. | 21 anni | B                   | —                 | Leggeri |
| D1E         |           | Complessi di veicoli composti da una motrice di categoria D1 e da un rimorchio/ semirimorchio. | 21 anni | D1                  | —                 | Pesanti |
| D           |           | Autobus per il trasporto di persone. | 24 anni | B                   | D1                | Leggeri |
| DE          |           | Complessi di veicoli composti da una motrice di categoria D e da un rimorchio/semirimorchio. | 24 anni | D                   | D1E               | Pesanti |

### Vecchi ordinamenti per i ciclomotori e i motocicli
La patente AM sostituisce dal 19 gennaio 2013 il Certificato di idoneità alla guida dei ciclomotori. A partire dal 18 agosto 2015, il conducente con sedici anni o più ha la possibilità di trasportare un passeggero qualora il mezzo sia omologato. La patente AM viene riconosciuta in tutta l'UE solo al compimento dei 16 anni di età.
Le patenti A1 rilasciate dal 1º ottobre 1999 al 18 gennaio 2013 abilitano alla conduzione di tutti i motocicli leggeri, indipendentemente dal rapporto potenza/massa, nonché tutti gli altri motoveicoli (motocarri, quadricicli e motocarrozzette), senza passeggero, trasportabile solo dopo il compimento del 18º anno di età. Prima di tale data (dal 1º luglio 1996 al 30 settembre 1999) tale patente, al compimento del 18º anno diventava A2 (A limitata), dopo altri due anni, quindi a 20 anni, diventava A. Prima di quest'ultima forma dal 1º ottobre 1993 al 30 giugno 1996, si potevano guidare 125, con limitazioni di potenza e rapporto potenza massa pari alla patente A limitata, mentre il passeggero era trasportabile solo a partire dai 18 anni. Raggiunto il 20º anno di età e dopo almeno due anni dal conseguimento, la patente diventava A illimitata. Prima ancora, dal 26 aprile 1988 al 30 settembre 1993, si potevano guidare motocicli leggeri con cilindrata di 125 cm³, senza limitazioni di alcun tipo, eccezion fatta per il passeggero, che poteva essere condotto solo a partire dai 18 anni. In ogni caso la circolare nº 45 del 1999 del Ministero dei Trasporti stabilisce che le patenti A1 rilasciate fino al 30 settembre 1999 attualmente sono tutte diventate categoria A "senza limiti" (la vecchia A) in quanto è ovvio che tutti i titolari della stessa hanno superato il 20º anno di età.
Precedentemente, fino al 17 gennaio 2013, era possibile conseguire la patente A2 a 18 anni e permetteva di guidare motoveicoli con potenza massima di 25 kW e con rapporto peso/potenza che non superi i 0,16 kW/kg e dopo due anni diveniva automaticamente A.
Sempre fino alla medesima data era possibile conseguire la patente A ad accesso diretto a 21 anni mentre, per chi aveva conseguito la patente A2, essa diveniva automaticamente A dopo due anni.
Le patenti B ancora attive rilasciate dal 1901 al 1985 integrano anche la vera e propria patente A (abilitando alla conduzione di tutti i motocicli sia in territorio nazionale che nei paesi dell'Unione Europea); le patenti B rilasciate tra il 1º gennaio 1986 e 25 aprile 1988 abilitano alla conduzione di tutti i motocicli sul territorio nazionale (per la guida all'estero è necessario superare l'esame pratico della vera e propria patente A; in Inghilterra si può guidare un motociclo da 125 cm³. se la patente B è stata rilasciata prima del 1º febbraio 2001).

### Speciali
Precedentemente conosciuta come patente F, i disabili possono conseguire le patenti speciali di categoria A, B, C e D con revisione di norma ogni 5 anni salvo indicazione diversa della Commissione medica locale. La Commissione rilascia il certificato di idoneità alla guida per soggetti:
- diabetici con patenti C, D, CE, DE e sottocategorie;
- per i quali è fatta richiesta dal Prefetto o dall'Ufficio provinciale della D.G. della M.C.T.C.;
- che abbiano superato i 65 anni e abbiano titolo a guidare autocarri, autotreni e autoarticolati;
- che abbiano superato i 60 anni e siano in possesso di una patente di categoria “D” o “DE”;
- nei confronti dei quali gli accertamenti clinici, strumentali e di laboratorio facciano sorgere dubbi circa l'idoneità al medico accertatore;
- affetti da una delle malattie sottoindicate:[37]
  - affezioni cardiovascolari;
  - diabete;
  - malattie endocrine;
  - malattie del sistema nervoso:
    - encefalite, sclerosi multipla, miastenia grave o malattie del sistema nervoso, associate ad atrofia muscolare progressiva e/o disturbi miotonici;
    - malattie del sistema nervoso periferico;
    - postumi invalidanti di traumatismi del sistema nervoso centrale o periferico;

  - epilessia
  - malattie psichiche;
  - sostanze psicoattive;
  - malattie del sangue;
  - malattie dell'apparato urogenitale;
- con deficit visivi;[38]
- con deficit uditivi;[39]
- con minorazioni degli arti, colonna vertebrale;[40]
- con anomalie somatiche;[41]
- mutilati e minorati fisici.
- revisione della patente per chi ha 80 anni (Decreto 8 settembre 2010 – modifiche art. 115 CDS).

I titolari di patente speciale devono rivolgersi alla commissione medica locale. I candidati al conseguimento e al rinnovo della patente devono recarsi dal proprio medico di base il quale compilerà il certificato medico relativo ai precedenti morbosi (come previsto dalla legge 29 luglio 2010 n. 120)
Tale commissione deve comporsi di:
- ASL territorialmente competente;
- servizi del distretto sanitario;
- un medico del Ministero della salute;
- un medico delle Ferrovie dello Stato Italiane;
- un medico in servizio militare permanente effettivo;
- un medico della Polizia di Stato;
- un medico del Corpo nazionale dei vigili del fuoco;
- un ispettore medico del Ministero del lavoro e delle politiche sociali.

La commissione ha in ogni caso la facoltà di richiedere ulteriori accertamenti specialistici e di laboratorio che ritenesse necessari per giungere a formulare il suo giudizio sull'idoneità o meno alla guida.
Il costo degli accertamenti è a totale carico del richiedente come previsto dalla normativa vigente, e il medico non può porli a carico del servizio sanitario nazionale (non necessitano di prescrizione sul ricettario regionale). Non sono valide esenzioni di alcun tipo.
Il Dipartimento dei trasporti riceverà poi la documentazione.
La visita ha un costo diverso a seconda della struttura a cui ci si rivolge. In taluni casi viene richiesto il codice fiscale, oltre al pagamento tramite conto corrente delle imposte relative.
Il Dipartimento riceverà tutta la documentazione e il certificato direttamente dal medico e provvederà a spedire al domicilio una nuova patente di guida. Nell'attesa della riemissione del documento si può condurre solo in Italia e solo se con certificato medico al seguito.

## Conseguimento
Il conseguimento della patente prevede un esame teorico e un esame pratico. Come per il rinnovo, sono necessari il certificato anamnestico e quello medico-legale. Visite mediche, lezioni, pratiche ed esami possono essere effettuate anche in un'autoscuola, soluzione più opportuna dal punto di vista formativo, ma più costosa.

### Prova teorica
Con la circolare 38460 del 14 dicembre 2021, redatta dal Ministero delle Infrastrutture e della mobilità sostenibili, è cambiata la formula dell'esame teorico per il conseguimento delle patenti A1, A2, A, B1 e B. La prova consiste sempre in un quiz con risposta "Vero/Falso" ma è ora composta da 30 quesiti (anziché 40 come avveniva in precedenza). Inoltre, per rispondere a tutti i quesiti, si hanno 20 minuti di tempo (non più 30 come accadeva prima del 20 dicembre 2021) e la soglia massima di errori consentita è di tre risposte errate (in passato era ammesso un massimo di quattro).
Dal settembre 2006 è stata introdotta, inoltre, presso gli uffici della motorizzazione civile, la modalità del quiz informatico che dal 3 gennaio 2011 non viene più previsto in multilingue ma solo in lingua italiana, francese e tedesco. Precedentemente il candidato aveva la possibilità di scegliere la lingua tra italiano, inglese, francese, spagnolo, tedesco, russo, arabo e cinese, con o senza il supporto audio. Pertanto è stata eliminata, se non per i sordomuti, la tipologia dell'esame di teoria orale per questi tipi di patente. Una volta sostenuto l'esame teorico per una di queste categorie, esso è valido anche per le altre, quindi se si possiede una patente tra quelle elencate − fa eccezione la AM − è possibile passare alle altre categorie elencate sostenendo il solo esame pratico.
Per le categorie C, CE, D, DE e BE, l'esame teorico deve essere ripetuto ogni volta che si consegue una nuova patente.

### Autorizzazione ad esercitarsi alla guida
L'autorizzazione ad esercitarsi alla guida, volgarmente nota come "foglio rosa" dal colore del suo fronte, è l'autorizzazione amministrativa che consente al candidato di allenarsi in vista dell'esame pratico.

### Prova pratica
Le prove pratiche consistono nella semplice prova nel traffico per la categoria B, mentre per le categorie AM, A1, A2 e A consistono di più fasi.

## Sanzioni
La patente di guida può essere ritirata, sospesa o revocata, come sanzione accessoria in aggiunta alle sanzioni amministrative e/o alla decurtazione dei punti.

### Sistema a punti
Dal 1º luglio 2003 è inoltre in vigore la "patente a punti": al rilascio del documento conseguente al superamento della prova pratica vengono assegnati d'ufficio 20 punti. A ogni infrazione accertata dalle autorità competenti, viene decurtato un numero di punti proporzionale alla gravità della stessa. Possono essere sottratti al massimo 15 punti alla volta, tranne nei casi in cui una o più infrazioni prevedono la sospensione o la revoca della patente. L'azzeramento dei punti comporta l'obbligo di revisione della patente.
Sono poi previsti dei bonus per buona condotta.
- punti ≥ 20: ogni 2 anni trascorsi senza accertamenti di violazione vengono accreditati due punti (fino a un massimo di 30);
- punti < 20: trascorsi 2 anni senza accertamenti di violazione vengono riaccreditati i 20 punti originari;
- neopatentati: ogni anno trascorso senza accertamenti di violazione viene accreditato un punto, tuttavia in caso contrario i punti decurtati vengono raddoppiati rispetto al valore indicato nel codice della strada.

### Ritiro
Per particolari tipi di infrazioni a norme che prevedono un'operazione di natura burocratica, la patente è immediatamente ritirata durante la circolazione dagli agenti di polizia che accertano la violazione. In tali casi la patente viene subito restituita dopo l'adempimento della prescrizione omessa. Questo avviene in caso di:
- guida con patente scaduta di validità;
- guida senza essersi sottoposti all'esame di revisione nei termini prescritti;
- dichiarazione di non idoneità temporanea alla guida, a seguito di accertamento sanitario;
- sistemazione errata del carico sull'autoveicolo e mancata correzione su invito degli organi di polizia o comunque secondo le modalità previste dal codice.

La patente viene inoltre ritirata in caso di violazione che comporti la sospensione a tempo determinato o la revoca permanente.

### Sospensione
La sospensione temporanea della patente è disposta dal prefetto, dalla motorizzazione civile e dall'autorità giudiziaria (giudice) nella maggior parte delle violazioni gravi del codice stradale e in certe violazioni del codice civile e penale. Il periodo di sospensione può variare da un minimo di 15 giorni per le infrazioni meno gravi a un massimo di cinque anni. Se vengono accertate alcune condizioni la pena può essere maggiorata di un fattore variabile a seconda dell'infrazione. La sospensione è richiesta in caso di:
- guida con patente diversa da quella necessaria per il veicolo condotto (da uno a sei mesi; per esempio, guida di autobus con patente B);
- guida con adattamenti diversi a quelli prescritti (da uno a sei mesi; per individui mutilati o menomati fisicamente)
- perdita temporanea dei requisiti fisici e psichici (fino al recupero dei requisiti);
- superamento di oltre 40 km/h, ma non oltre i 60 km/h del limite massimo di velocità (da uno a tre mesi; da 8 a 18 mesi in caso di recidiva in un biennio);
- superamento di oltre 60 km/h del limite massimo di velocità (da sei a dodici mesi; revoca della patente in caso di recidiva in un biennio);
- circolazione contromano in corrispondenza di curve e dossi o nella carreggiata di una strada a carreggiate separate (da uno a tre mesi; da due a sei mesi in caso di recidiva);
- inversione del senso di marcia o guida contromano in autostrada (da 6 a 24 mesi);
- guida in stato di ebbrezza da alcool (da tre mesi a due anni, a seconda della soglia nella quale rientra il tasso alcolico riscontrato);[44]
- guida sotto l'effetto di stupefacenti (da uno a due anni);[45]
- in caso di investimento di persona, mancato soccorso dei feriti (da un anno e sei mesi a cinque anni) o fuga senza prestare assistenza alla persona investita (da uno a tre anni; da 15 giorni a due mesi se si tratta solo di gravi danni causati ai veicoli);
- circolazione abusiva con mezzo sequestrato (da uno a tre mesi);
- fuga in seguito a incidente con soli danni a cose e grave danno ai veicoli coinvolti (da 15 giorni a due mesi);
- eccesso nei limiti di massa e di sagoma del veicolo con cui si circola (da 15 a 60 giorni; da uno a tre mesi se il conducente non provvede a mettersi in regola);
- guida di veicoli non ammessi, nei primi due anni dal conseguimento della patente o se minori di 20 anni (da due a otto mesi);
- circolazione abusiva durante la sospensione della Carta di circolazione (da tre a dodici mesi);
- lesioni a persone in seguito a violazioni del codice della strada (da 15 giorni a sei mesi, a seconda della gravità delle lesioni);
- ipotesi di reato per danni a persone (fino a un anno);
- partecipazione a gare di velocità clandestine (da uno a tre anni);
- gravi infrazioni al divieto di sorpasso (da uno a tre mesi; da tre a sei mesi per i neopatentati);
- impiego di veicolo come taxi o N.C.C. senza autorizzazione (da quattro a dodici mesi);
- detenzione di stupefacenti per uso personale (ai sensi dell'art. 75 del D.P.R. 309/1990 e s.m.i, da un minimo di un mese fino a tre anni) nei casi in cui non ci sono le condizioni per le quali il Prefetto possa formulare "il formale invito a non fare uso di sostanze" (previsto dal comma 14 dell'art. 75 D.P.R. 309/1990) e l'interessato non provi di essersi sottoposto a un programma terapeutico per la disintossicazione predisposto e monitorato dal Ser.t. o da analogo servizio accreditato.

La patente è inoltre sospesa da uno a tre mesi in seguito alla duplice violazione in un biennio delle norme del codice della strada riguardanti precedenza, divieto di sorpasso (casi di minore gravità), passaggi a livello, distanza di sicurezza, incrocio tra veicoli e uso delle cinture di sicurezza.

### Revisione
La revisione della patente di guida può essere disposta dal prefetto o dalla motorizzazione civile qualora sorgano dubbi sul permanere dei requisiti minimi fisici e psichici richiesti e/o sulle conoscenze e capacità tecniche dell'individuo, nonché nei casi previsti dagli articoli 186 e 187 del codice della strada. Al patentato può essere prescritta una visita medica presso la Commissione medica locale e/o un esame di idoneità tecnica simile al normale esame teorico-pratico per il conseguimento della patente. L'esame di revisione è in particolar modo richiesto all'esaurirsi dei punti della patente ovvero quando il conducente sia stato coinvolto in un incidente stradale se ha determinato lesioni gravi alle persone con conseguente applicazione della sanzione amministrativa accessoria della sospensione della patente di guida, quando il conducente minorenne abbia violato il codice della strada con conseguente applicazione della sanzione amministrativa accessoria della sospensione della patente di guida. Altra fattispecie che determinerà la revisione della patente di guida sarà per il titolare della patente che, decurtati almeno cinque punti, "commetta altre due violazioni non contestuali, nell'arco di 12 mesi dalla data della prima violazione, che comportino ciascuna la decurtazione di almeno cinque punti (art. 126 bis del codice della strada).

### Revoca
La revoca della patente è un annullamento permanente del valore della patente. Viene disposta dalla prefettura, dalla motorizzazione civile o dall'autorità giudiziaria qualora il patentato non sia più idoneo alla guida: in seguito a infrazioni molto gravi o in caso di ripetute recidive. La patente viene revocata qualora il titolare:
- perda permanentemente i requisiti fisici e/o psichici, o per mancanza dei requisiti morali;
- all'esame di revisione non risulti idoneo;
- abbia convertito la patente di guida italiana con quella di un'altra nazione;[46]
- circoli durante il periodo di sospensione della patente;
- percorra contromano autostrade o strade extraurbane;
- guidi con un tasso alcolemico superiore a 1,5 grammi per litro (g/l) in caso di recidiva nel biennio o in caso provochi un incidente;[44][47]
- guidi sotto l'effetto di sostanze stupefacenti in caso di recidiva nel triennio;[45]
- provochi in stato di ebbrezza un incidente comportante la morte di altre persone;
- partecipi a gare di velocità clandestine comportanti gravi lesioni oppure la morte di altre persone;
- adibisca un veicolo a taxi o N.C.C. senza autorizzazione e venga sanzionato due volte in tre anni;
- sia condannato per lesioni più o meno gravi a persona due volte in cinque anni;
- sia mentalmente instabile, e/o con qualche altro disturbo socio-pischiatrico.
- sia un delinquente abituale, come professione o come tendenza.

Chi abbia avuto la propria patente revocata può sottoporsi nuovamente all'esame di guida per conseguirne una nuova, ma solo dopo che sia trascorso almeno un anno dalla data esecutiva del provvedimento di revoca.

## Validità, rinnovo, limitazioni
Le limitazioni alla guida sono descritte dall'articolo 117 del codice della strada.
| Età  | AM, A1, A2, A, B1, B, BE | AM, A1, A2, A, B1, B, BE | C1, C1E | C      | CE     | D1, D, D1E, DE |
| Età  | Normali                  | Speciali                 | C1, C1E | C      | CE     | D1, D, D1E, DE |
| ---- | ------------------------ | ------------------------ | ------- | ------ | ------ | -------------- |
| ≤ 50 | 10 anni                  | 5 anni                   | 5 anni  | 5 anni | 5 anni | 5 anni         |
| ≥ 50 | 5 anni                   | 5 anni                   | 5 anni  | 5 anni | 5 anni | 5 anni         |
| ≤ 60 | 5 anni                   | 5 anni                   | 5 anni  | 2 anni | 5 anni | 1 anno         |
| ≥ 65 | 5 anni                   | 5 anni                   | 2 anni  | 2 anni | 2 anni | 1 anno         |
| ≥ 68 | 5 anni                   | 5 anni                   | 2 anni  | 2 anni | 2 anni |                |
| ≥ 70 | 3 anni                   | 3 anni                   | 2 anni  | 2 anni | 2 anni |                |
| ≥ 80 | 2 anni                   | 2 anni                   | 2 anni  | 2 anni | 2 anni |                |

Nel codice della strada si legge che:
- "Le patenti di guida delle categorie AM, A1, A2, A, B1, B e BE sono valide per dieci anni; qualora siano rilasciate o confermate a chi ha superato il cinquantesimo anno di età sono valide per cinque anni ed a chi ha superato il settantesimo anno di età sono valide per tre anni";[49] "i titolari (...) al compimento dell'ottantesimo anno di età, rinnovano la validità della patente posseduta ogni due anni".[50]
- "Le patenti di guida speciali, rilasciate a mutilati e minorati fisici, delle categorie AM, A1, A2, A, B1 e B sono valide per cinque anni; qualora siano rilasciate o confermate a chi ha superato il settantesimo anno di età sono valide per tre anni";[51] "i titolari (...) al compimento dell'ottantesimo anno di età, rinnovano la validità della patente posseduta ogni due anni".[50]

Al compimento del 65º anno di età, le patenti di categoria C e CE abilitano alla guida di autotreni e autoarticolati con massa ≤ 20 t. Le patenti di categoria D invece, oltre i 68 anni di età, non sono più rinnovabili e possono essere convertite in altra categoria.
Il rinnovo della patente di guida necessita dell'esito positivo della visita medico-legale per la verifica dei requisiti fisici, psicologici e attitudinali. In alternativa, la visita medica può essere effettuata presso le unità sanitarie territoriali di Rete Ferroviaria Italiana. Il medico di base non può effettuare la verifica ma può solamente rilasciare il certificato anamnestico.

### Neopatentati
Chi ha una patente di categoria A2, A, B1 e B da meno di tre anni viene definito "neopatentato", e sono previste le seguenti restrizioni:
- limiti di velocità ridotti a 100 km/h in autostrada e a 90 km/h sulle strade extraurbane principali[55]. Superare i limiti (con una tolleranza del 5%)[56] comporta la sospensione della patente per un periodo che va dai 2 agli 8 mesi e una sanzione amministrativa da € 165 a € 660.[57] L'applicazione dell'art. 117 si accompagna all'applicazione dell'art. 142;[58]
- raddoppiamento dei punti decurtati in caso di infrazione;[59][60]
- divieto di mettersi alla guida dopo aver assunto bevande alcoliche in qualunque quantità;[61]
- unicamente per la categoria B, è vietato condurre autoveicoli con rapporto potenza/peso superiore a 75 kW/t o potenza superiore a 105 kW.[62] Questa limitazione è applicata solo a coloro che abbiano conseguito la patente dopo il 14 dicembre 2024,[63] per gli altri rimangono valide le disposizioni precedenti.[64] La violazione di tale norma comporta la sospensione della patente per un periodo che va dai 2 agli 8 mesi e una sanzione amministrativa da € 165 a € 660.[57] Questa limitazione non si applica se il veicolo trasporta una persona invalida in possesso di speciale contrassegno,[65] oppure quando a fianco del conducente neopatentato si trova una persona con al massimo 65 anni di età, in possesso di patente valida per la stessa categoria, conseguita da almeno dieci anni, oppure valida per una categoria superiore.[66]

### Abolizione del bollino di rinnovo
Successivamente all'introduzione della modifica all'art.126, comma 8 del codice della strada e del decreto del Dipartimento dei trasporti (duplicato patente a ogni rinnovo di validità), dal 9 gennaio 2014 è stato abolito il bollino adesivo per il rinnovo della patente, detto anche "conferma di validità" (che doveva essere apposto nell'apposito spazio nella vecchia patente in tela, una volta ricevuto via posta).
Da quella data, qualsiasi patente scaduta dev'essere rinnovata per duplicato e, quindi, sostituita con una del formato corrente. Una volta espletati gli adempimenti, il nuovo documento arriva direttamente al domicilio del titolare.
Tale modalità vale anche per il rilascio di un duplicato in caso di smarrimento/furto/distruzione.

## Smarrimento
In caso di smarrimento della patente di guida italiana è necessario sporgere denuncia presso le forze dell'ordine entro 48 ore dallo smarrimento o dal furto. Gli organi di polizia provvederanno al rilascio del permesso provvisorio di guida, valido solo in Italia. La patente di guida smarrita può essere:
- Duplicabile, in tale caso saranno le forze dell'ordine a consegnare il nuovo documento.
- Non duplicabile, in tale caso il querelante dovrà richiedere la nuova patente di guida presso l'ufficio della motorizzazione civile.

A seguito della consegna di un nuovo documento, quello vecchio, anche se venisse ritrovato, non potrà più essere utilizzato.